# 保卢洛佩斯
保卢洛佩斯是巴西圣卡塔琳娜州的一个市镇。总面积450.372平方公里，总人口6215人，人口密度13.8人/平方公里。